# デイヴィッド・エレフソン
デイヴィッド・ウォーレン・エレフソン（David Warren Ellefson, 1964年11月12日 - ）は、アメリカ合衆国出身のベーシスト、ソングライター、ミュージシャン。
ヘヴィメタル・バンド「メガデス」の創設メンバー。同リーダーであるデイヴ・ムステインと同じ「デイヴ」と呼ばれる事から、混同を避けるため「ジュニア」の異名を持つ。

## 概要
1964年11月12日にミネソタ州ジャクソンで生まれ、ノルウェー系、ドイツ系、イギリス系と多様な家系を持つ。中西部のクラブなどで幾つかのバンドを経験し、その後ロサンゼルスに移住した。

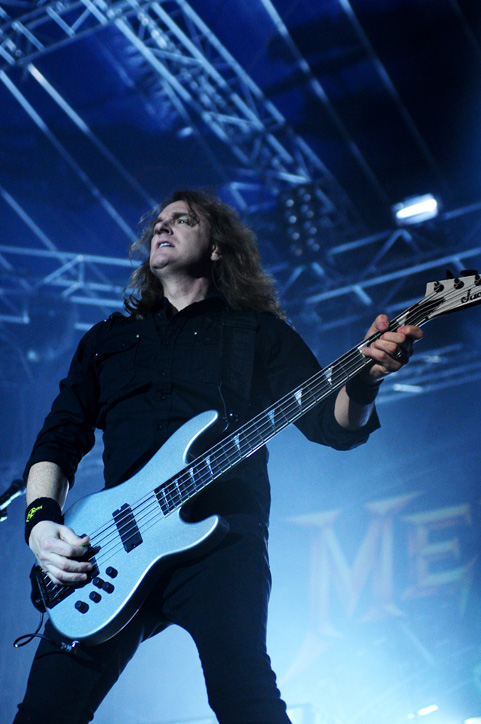
メガデス - オーストラリア公演 (2010年)

1983年、デイヴ・ムステインと共に「メガデス」を結成。この頃から「ジュニア」と呼ばれるようになる。デビューアルバムの『キリング・イズ・マイ・ビジネス』から2002年のライブアルバム『Rude Awakening』まで、メンバーの入れ替わりが激しいメガデスの中で不動のベーシストとして活動する。
2002年にデイヴ・ムステインが腕の病気によりメガデスの活動休止・解散となり、エレフソンは一度ムステインと袂を分かつ。しかし2004年にムステインがソロ活動ながらメガデス名義でアルバム『ザ・システム・ハズ・フェイルド』をリリースした。このアルバムには参加していなかったエレフソンはメガデス名義でアルバムがリリースされた事に激怒し、ムステインとの間に「メガデス」という名前を使う事への権利所有権などを巡り法廷闘争が繰り広げられた。しかし2005年にムステインが和解のためにエレフソンをディナーに誘い、お互いの関係を修復。2010年から「メガデス」に復帰を果たした。
メガデスを脱退していた2002年〜2010年の間には、「F5」というバンドを結成。「ソウルフライ」らのアルバムにゲスト参加をしたり、元「ジューダス・プリースト」のVoティム・オーウェンズ、「セパルトゥラ」のGuアンドレアス・キッサー、元「Slayer」のDrポール・ボスタフなどと共に「HAIL!」というハードロック/ヘヴィメタルのトリビュートバンドで活動していた。2010年には、元「マノウォー」のライノらと「エンジェルズ・オブ・バビロン」を結成する。同年にデビューアルバム『キングダム・オブ・イーヴル』、メガデス復帰後の2013年にエレフソンのサイドプロジェクトとして2ndアルバム『サンダーゴッド』を発表。
「メガデス」に復帰後も、2015年にアレックス・スコルニック（テスタメント）やマイク・ポートノイ（元ドリーム・シアター）らと共に「Metal Allegiance」というメタル・プロジェクトに参加した。
2021年5月10日、Twitter上にファンとのプライベートな動画が流出。当事者の女性ファンにより自分は未成年ではない事、友人に興味本位で見せてしまったものが意図せず拡散されてしまったことを詫びるコメントがInstagram上に掲載される。メガデスは、状況が「注意深く見守られている」と翌日公式発表。2021年5月24日、デイヴ・ムステインは申し立て及び緊張関係に鑑み看過できない事態であると判断し、再びエレフソンと正式に袂を分かつ声明を発表した。その後、エレフソンはスコッツデール警察署の捜査協力により、動画を許可無くネット上に流出させた者に対し名誉毀損の法的手段を取った。
2021年9月、エレフソン（ベース）、ヴィニー・ドンブロスキー（ボーカル、SPONGE）、ドリュー・フォルティエ（ギター、BANG TANGO）、マイク・ヘラー（ドラム、レイヴン／フィア・ファクトリー）による新バンド『THE LUCID』の結成を発表。10月15日には、デビューアルバム『THE LUCID』をリリース。アルバムのプロデュースはドラムのヘラーが担当している。
2022年7月、エレフソン（ベース）、ギルエルメ・ミランダ（ボーカル・ギター、元エントゥームドA.D.）、ミカル・リセイコ（ドラム、元ディキャピテイテッド）による新バンド『DIETH』のデビューシングル「In The Hall Of The Hanging Serpents」を発表。同年10月7日には、ジェフ・スコット・ソート（ボーカル、サンズ・オブ・アポロ）との新プロジェクト「Ellefson-Soto」の1stアルバム『Vacation in the Underworld』をリリース。

## ディスコグラフィ

### メガデス
- Killing Is My Business... and Business Is Good! (1985)
- Peace Sells... But Who's Buying (1986)
- So Far, So Good... So What! (1988)
- Rust in Peace (1990)
- Countdown to Extinction (1992)
- Youthanasia (1994)
- Cryptic Writings (1997)
- Risk (1999)
- The World Needs a Hero (2001)
- Rude Awakening(Live Album) (2002)
- Thirteen (2011)
- Super Collider (2013)
- Dystopia (2016)

### その他の活動
- ソウルフライ - Prophecy (2004)
- F5 - A Drug For All Seasons (2005)
- Avian - From The Depths of Time (2005)
- Temple of Brutality - Lethal Agenda (2006)
- Necro  - Death Rap (2007)
- Killing Machine - Metalmorphosis (2006)
- F5 - The Reckoning (2008)
- Tim "Ripper" Owens - Play My Game (2009)
- Angels of Babylon - Kingdom of Evil (2010)
- ガスG. - I Am the Fire (2014)
- Metal Allegience - Metal Allegience (2015)
- The Lucid - The Lucid (2021)
- Ellefson-Soto - Vacation in the Underworld (2022)